# El Duque Negro (película)
El Duque Negro (título original: Il duca nero) es una película italiana de aventuras de 1963 dirigida por Pino Mercanti y protagonizada por Cameron Mitchell y Gloria Milland.

## Argumento
Es Italia a principios del siglo XVI. César Borgia persigue la ambición de unificar toda Italia, que está dividida, a partir de sus grandes dotes como intrigante y luchador utilizando para ello a su hermana Lucrecia Borgia. Sin embargo tiene dos enemigos a los que enfrentarse primero. El primer enemigo es Catalina Sforza, que con su ejército resiste sus intenciones y a quien César Borgia ha puesto su castillo bajo asedio, que está bajo protección del reino de Francia. El segundo es una conspiración dentro de sus filas liderado por un misterioso hombre que se apoda El Clavel Rojo, el cual nadie ha visto.
Para acabar con él, Caterina Sforza se alía con El Clavel Rojo, el cual se encarga, de que se enamore de Genoveva, una mujer que busca su muerte por haber matado a su padre, para luego matarlo. Sin embargo ella se enamora de él y él consigue descubrir la trama. Ginebra se suicida y él hace creer a todos que está muerto para que Clavel Rojo lo piense también y se desenmascare junto con los otros conspiradores. Se desenmascaran. 
Resulta que César Borgia había conseguido infiltrar la conspiración para luego crear esta situación y así descubrir a los conspiradores. También resulta que Clavel Rojo era su lugarteniente Riccardo Brancaleone, que quiso ocupar su puesto para luego matar a todos los demás conspiradores por haber conspirado con él y que sacrificó a otros, Genoveva incluido, para conseguir su propósito.
Los conspiradores son arrestados y ejecutados y Brancaleone desposeído de sus cargos y desterrado, pero solo para que busque luego cobijo con las tropas de Caterina Sforza. Eso le da luego la excusa que necesita para que pueda tomar su castillo sin tener que temer luego la ira del rey de Francia, cuya alianza anhela, y que permitiría en una situación así que Cesar Borgia tome el castillo.   
Con un truco puede infiltrar y atacar el castillo por sorpresa desde dentro tomándola. Durante los combates César Borgia mata en persona a Brancaleone por su traición, que él considera completamente repelente por haber incluso traicionado a sus amigos, y coge luego a Catalina Sforza como mujer invocando para ello su derecho como conquistador prometiéndole que será un matrimonio duradero para continuar estando bien con Francia.

## Reparto
- Cameron Mitchell - César Borgia
- Maria Grazia Spina - Genoveva
- Conrado San Martín - Riccardo Brancaleone
- Franco Fantasia - Veniero
- Gloria Osuna - Lucrecia Borgia
- Manuel Castineiras - Tancredi
- Dina De Santis - Lavinia Serpieri
- Gloria Milland - Catalina Sforza